# Wilhelm Leibl

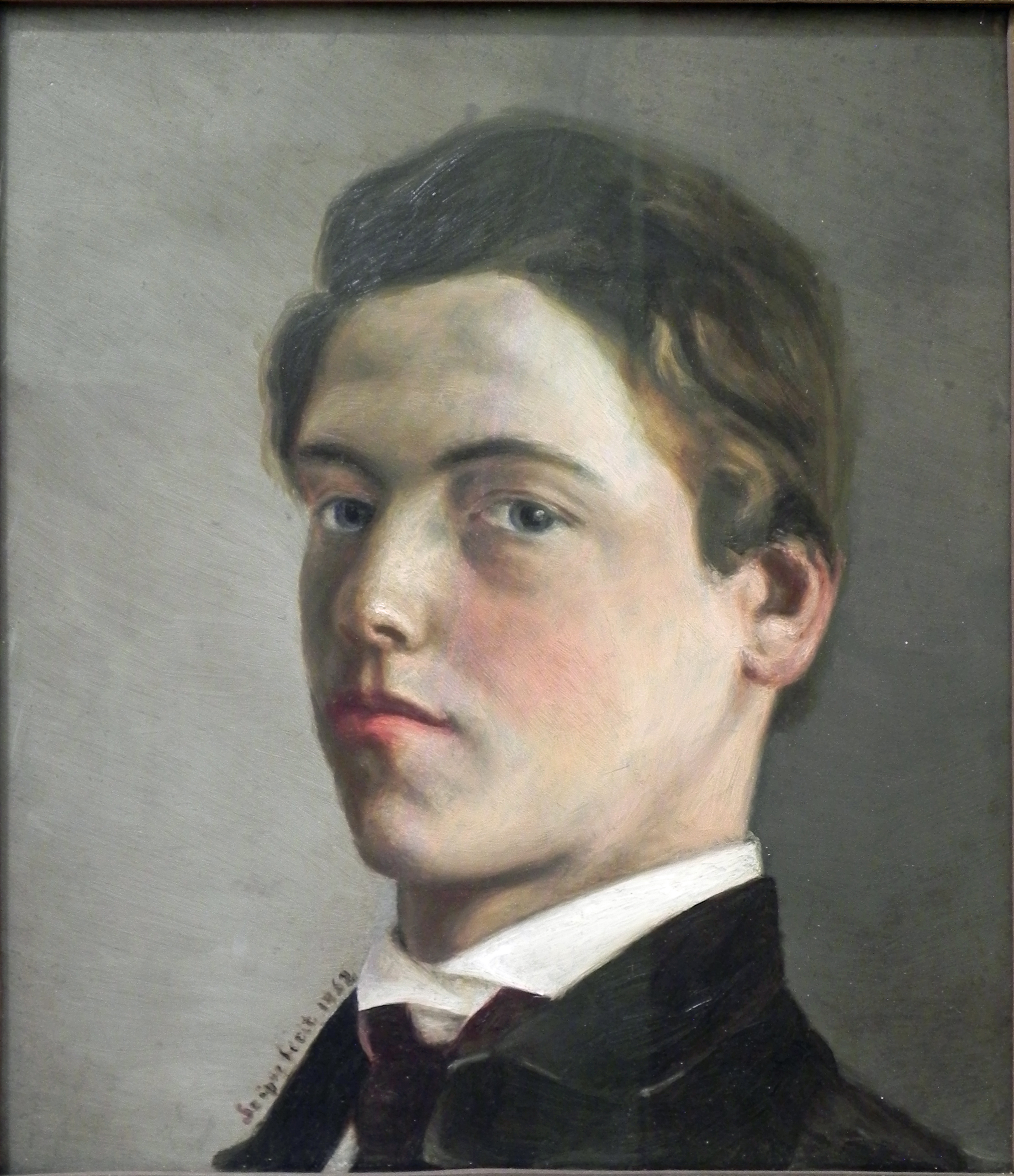
Wilhelm Leibl, zelfportret 1863

Wilhelm Maria Hubertus Leibl (Keulen, 23 oktober 1844 - Würzburg, 4 december 1900) was een Duits kunstschilder. Hij wordt gerekend tot het realisme, met zijn latere werk ook wel tot het impressionisme.

## Leven en werk
Wilhelm Leibl was de zoon van de kapelmeester van de Dom van Keulen. Zijn grootvader was professor aan de Keulse universiteit. Hij studeerde aan de Academie voor Schone Kunsten te München, onder andere bij Carl Theodor von Piloty. Vanaf 1869 deelde hij met enkele andere jonge schilders een atelier in München. Succes had hij met zijn portret Bildnis der Frau Gedon (1869), hetgeen hem in contact bracht met Gustave Courbet. Op uitnodiging van Courbet reisde hij vervolgens naar Parijs. Daar leerde hij ook Édouard Manet kennen, wiens werk hij zeer bewonderde.
Vanaf 1870 vormde Leibl met onder andere Wilhelm Trübner, Carl Schuch en enige tijd ook Hans Thoma) de zogenaamde 'Leibl-groep'. De groep wees nadrukkelijk de sentimentaliteit van de toentertijd in Duitsland dominante romantiek af. Het werk van Leibl werd in deze periode sterk beïnvloed door Hans Holbein de Jonge en de Hollandse meesters. Vaak behandelde hij alledaagse onderwerpen, met een bijna obsesieve aandacht voor de techniek. De schoonheid van zijn werk wordt vooral gezocht in de gedetailleerde weergave van kleur en licht. De personen op zijn portretten en hun kleding voelen soms bijna tastbaar aan.
In zijn latere werk, met name na 1890, zou Leibl meer vloeiendere penseelstreken toepassen, waarmee zijn stijl duidelijk impressionistisch werd. Hij overleed in 1900 te Würzburg. Zijn werk is momenteel te zien in de Pinacotheek en het Lehnbachhaus te Munchen, het Niedersächsisches Landesmuseum Hannover, het Wallraf-Richartz-Museum te Keulen, de Alte Nationalgalerie te Berlijn, het Museum Folkwang te Essen, de Hamburger Kunsthalle, het Städel Museum in Frankfurt am Main, het Von der Heydt-Museum te Wuppertal, de Österreichische Galerie Belvedere te Wenen en de Hermitage te Sint-Petersburg.

## Galerij

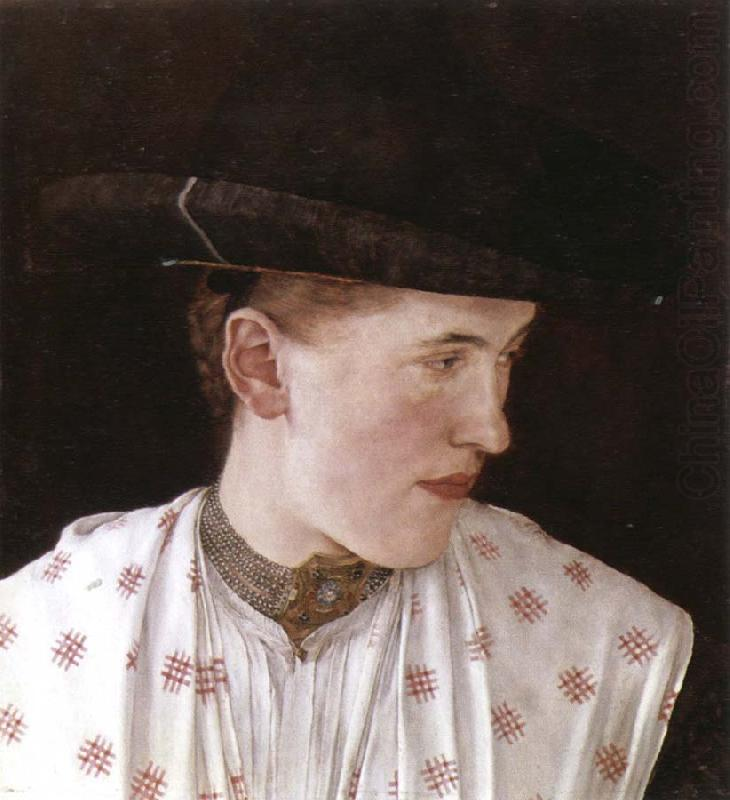
Hoofd van een boerenmeisje
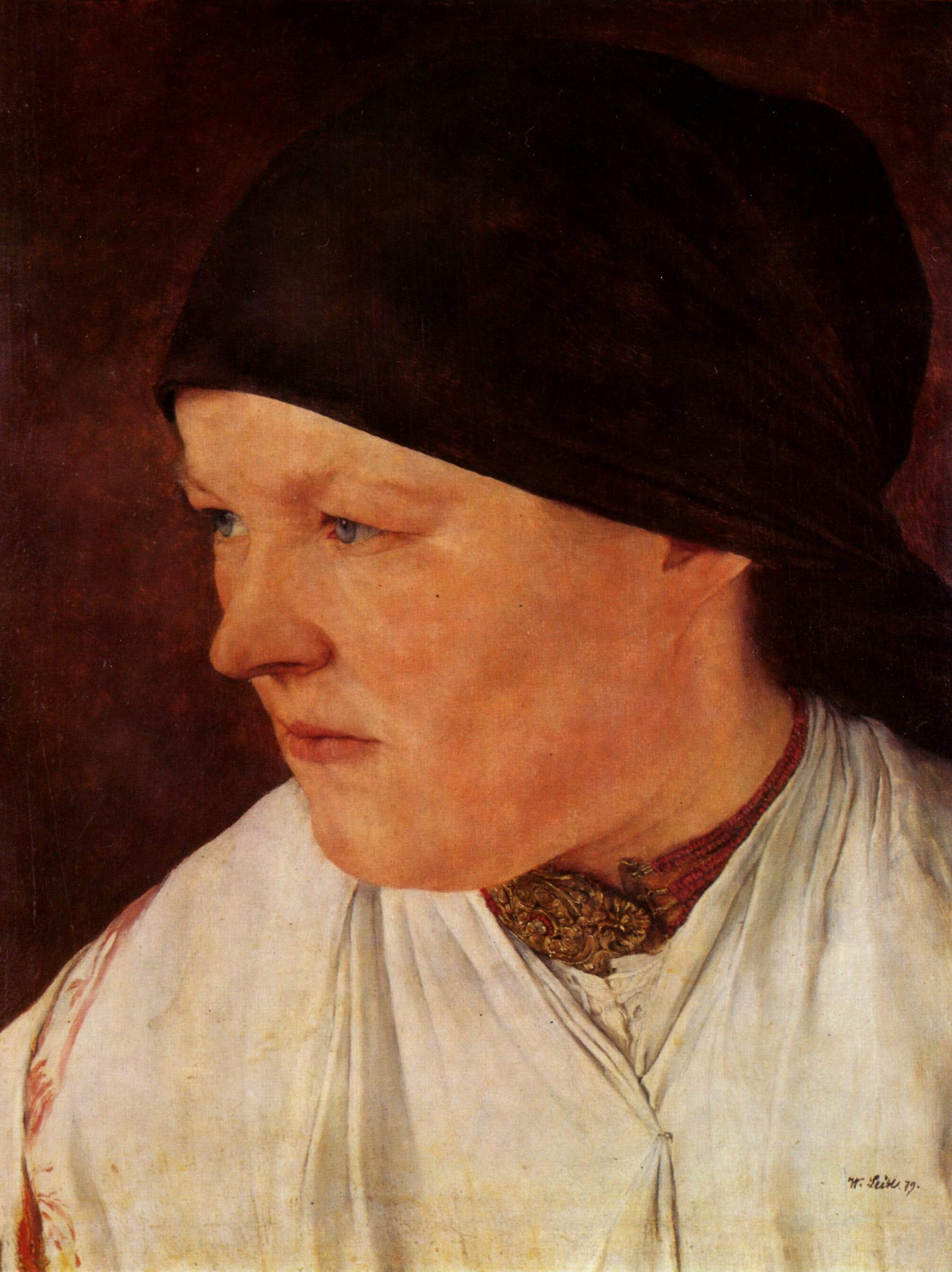
Portret van een jong meisje
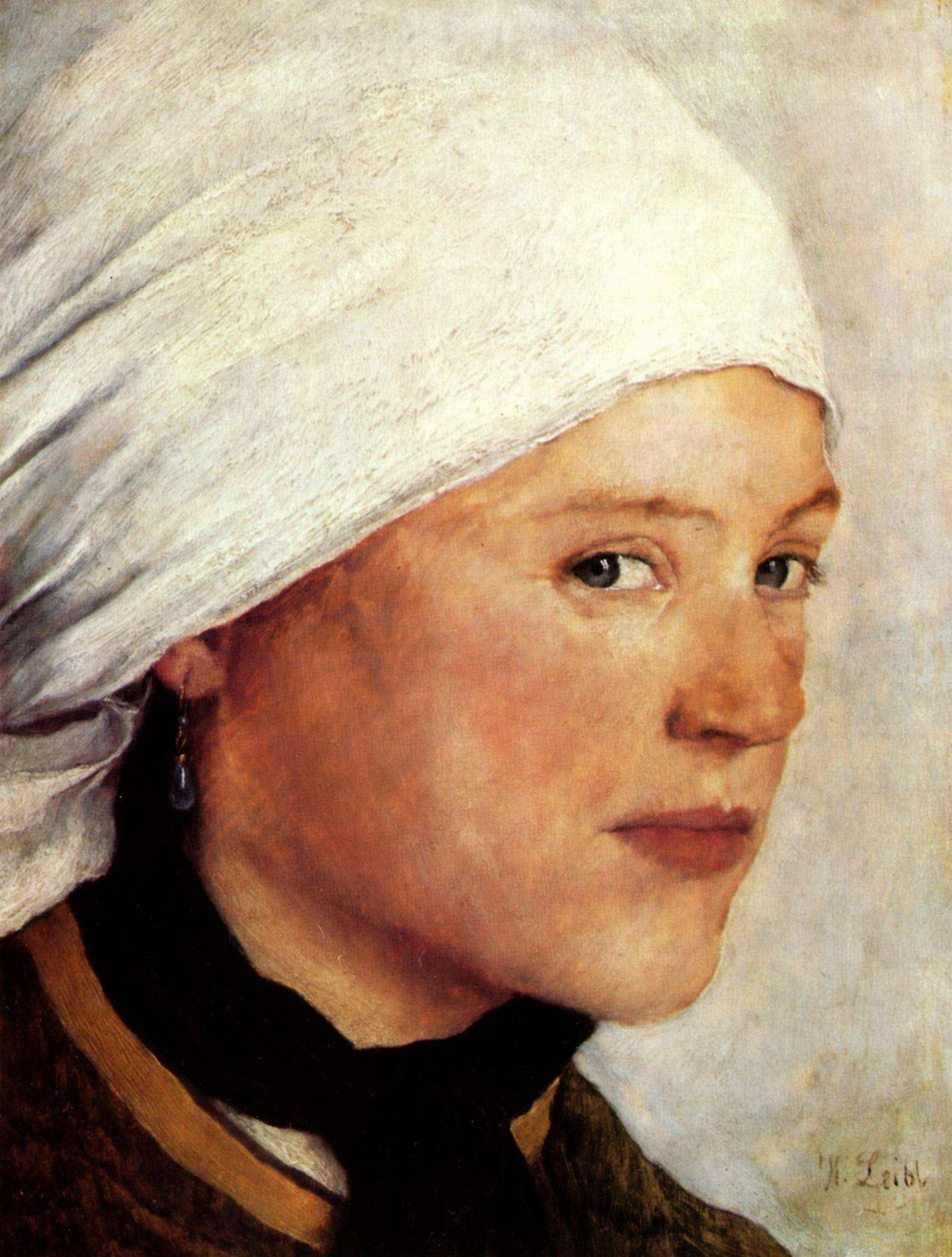
Boerenmeisje met witte doek
Hoofd van een boerenmeisje
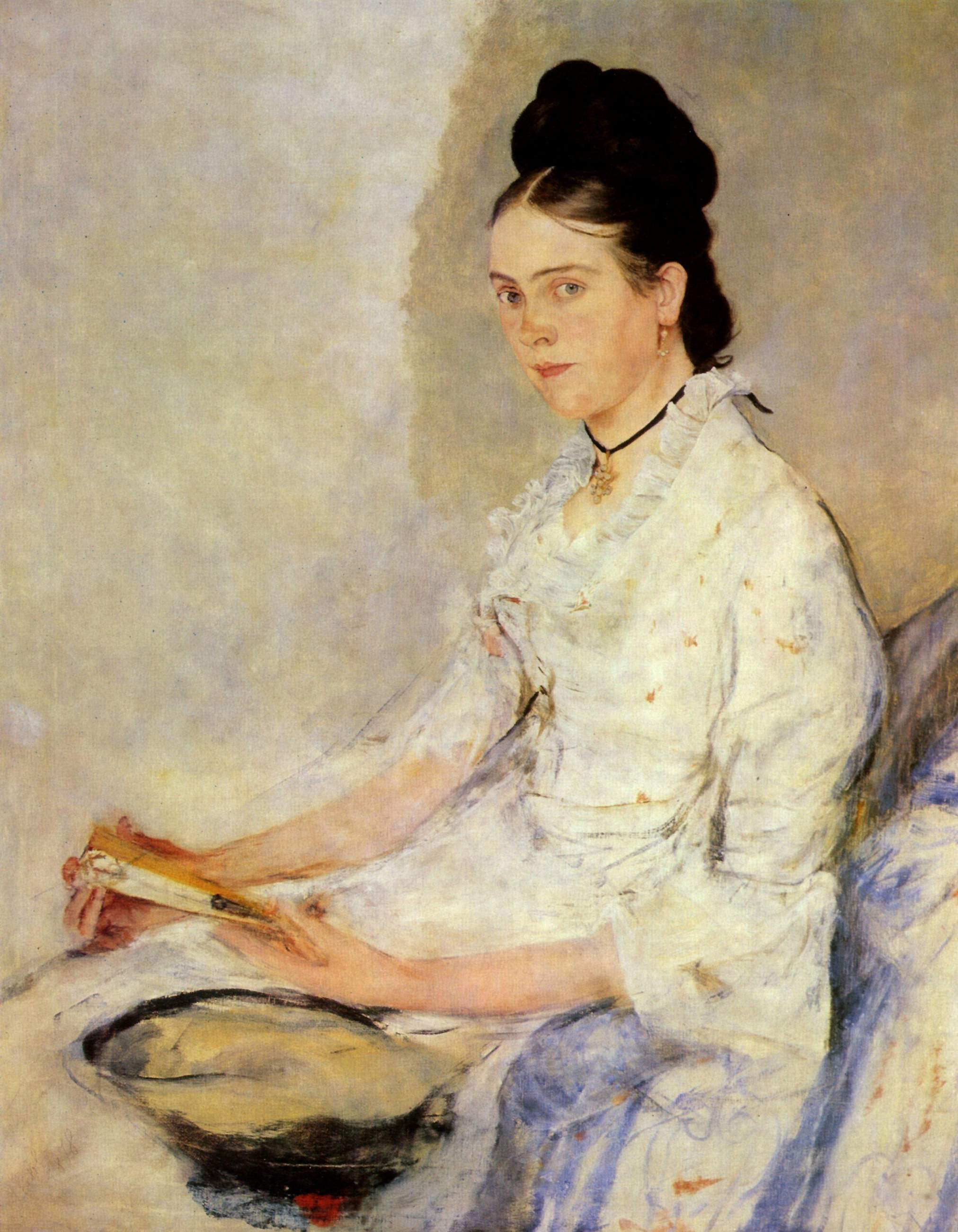
Portret van Rosine Fischler, gravin Treuberg
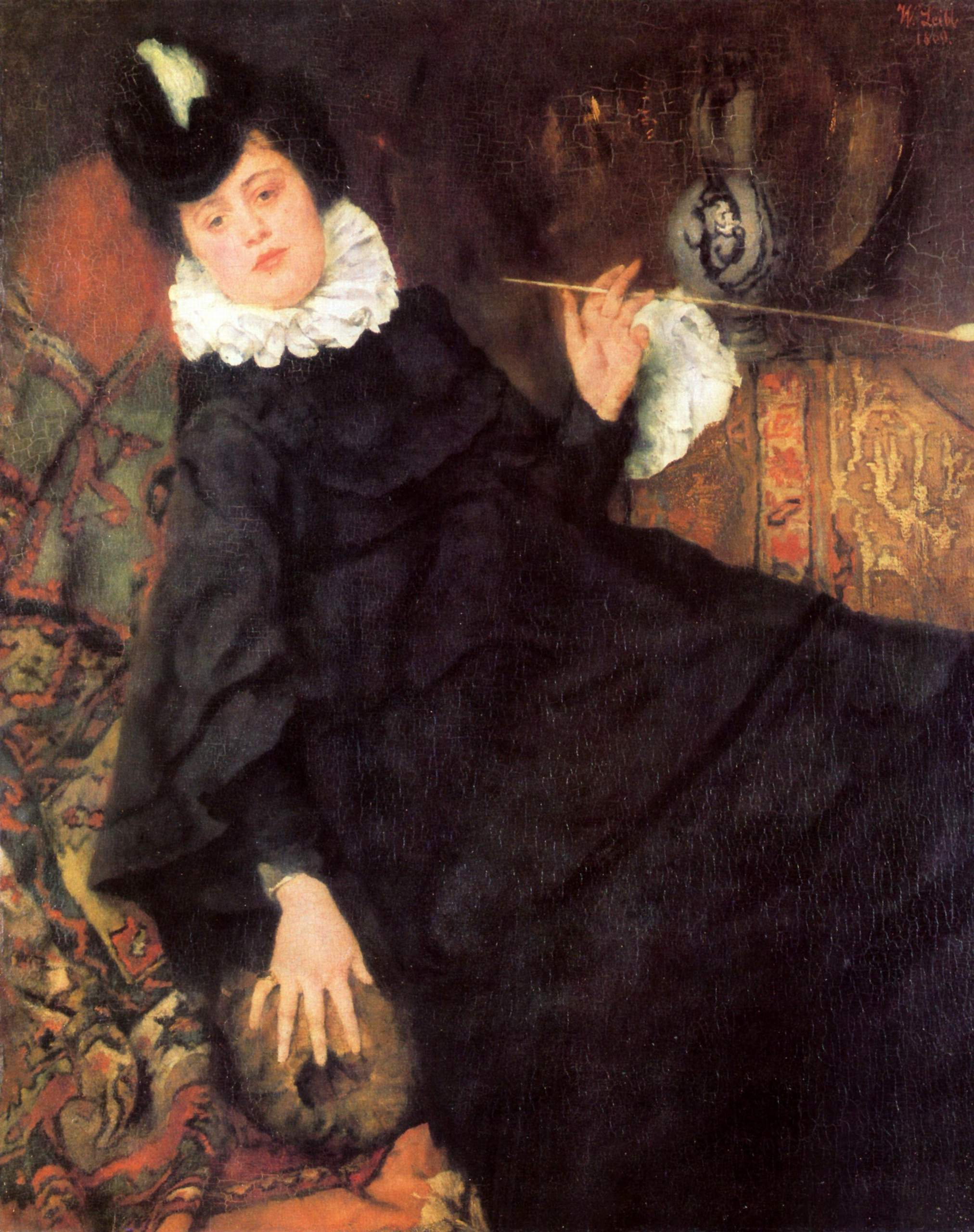
De kokotte
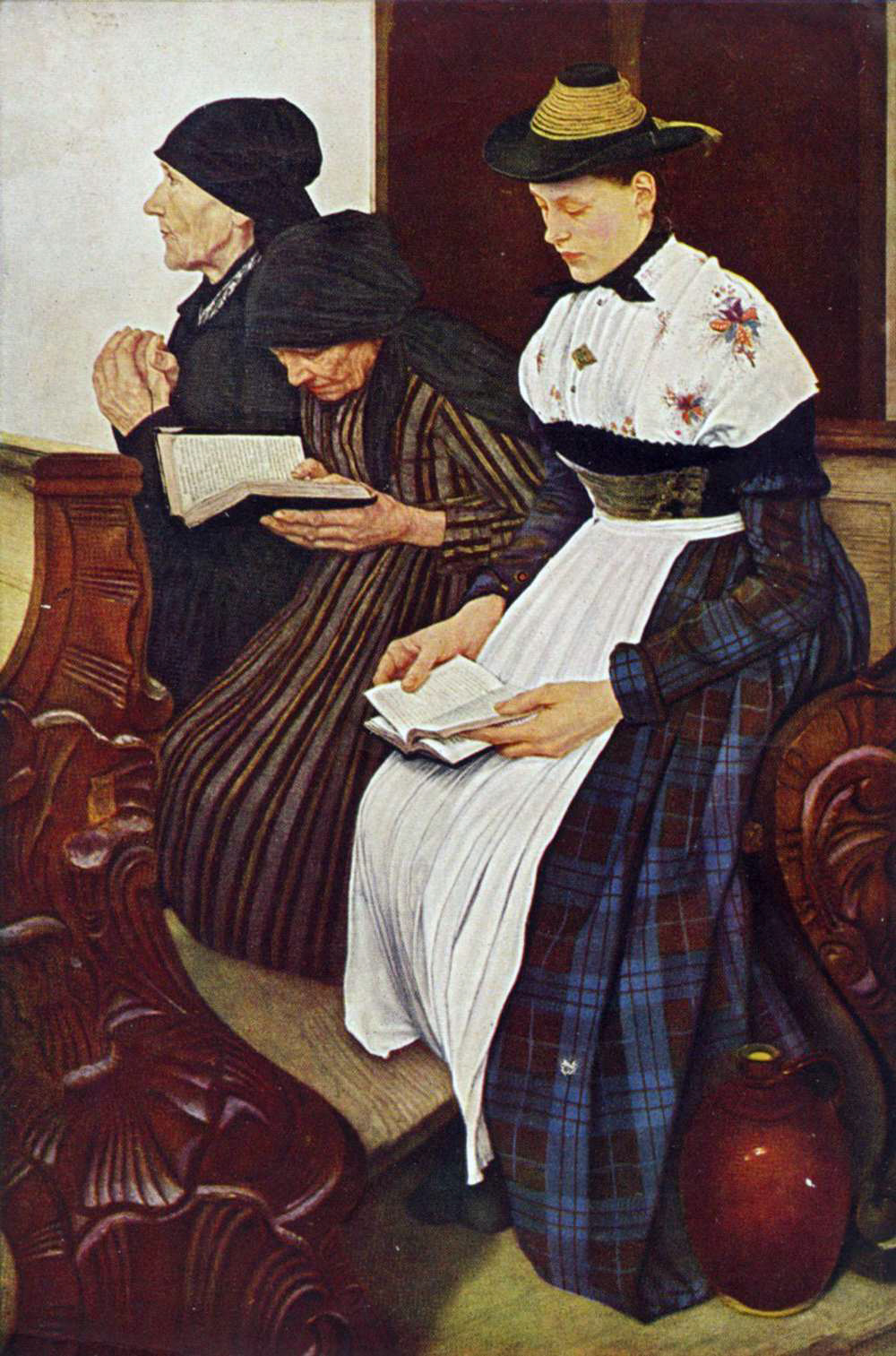
Drie vrouwen in de kerk
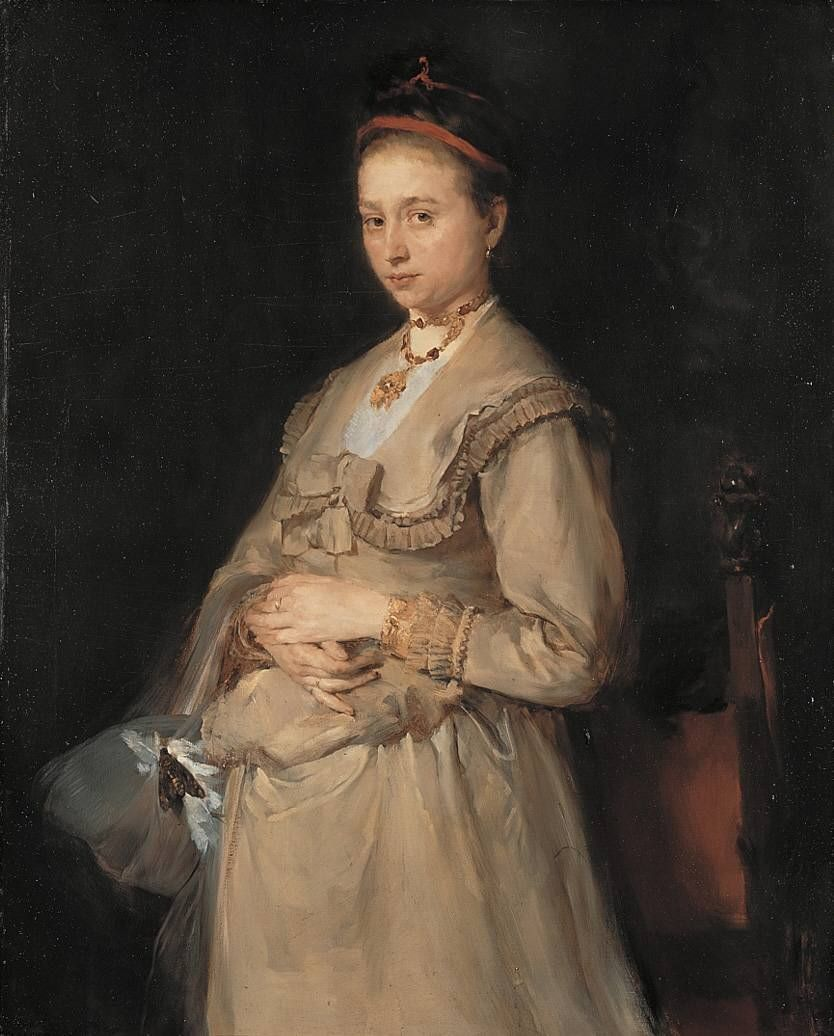
Porträt der Frau Gedon
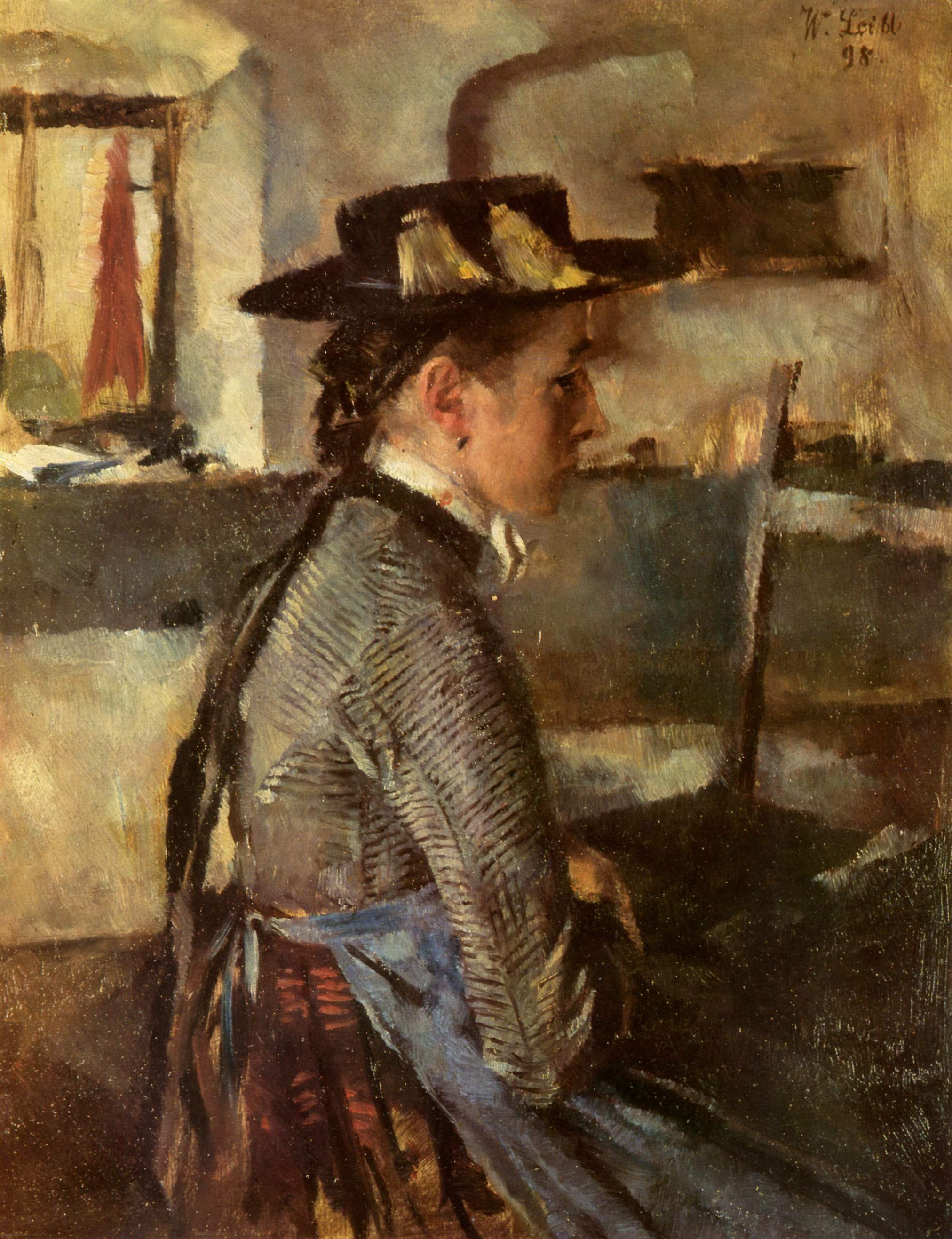
In verwachting
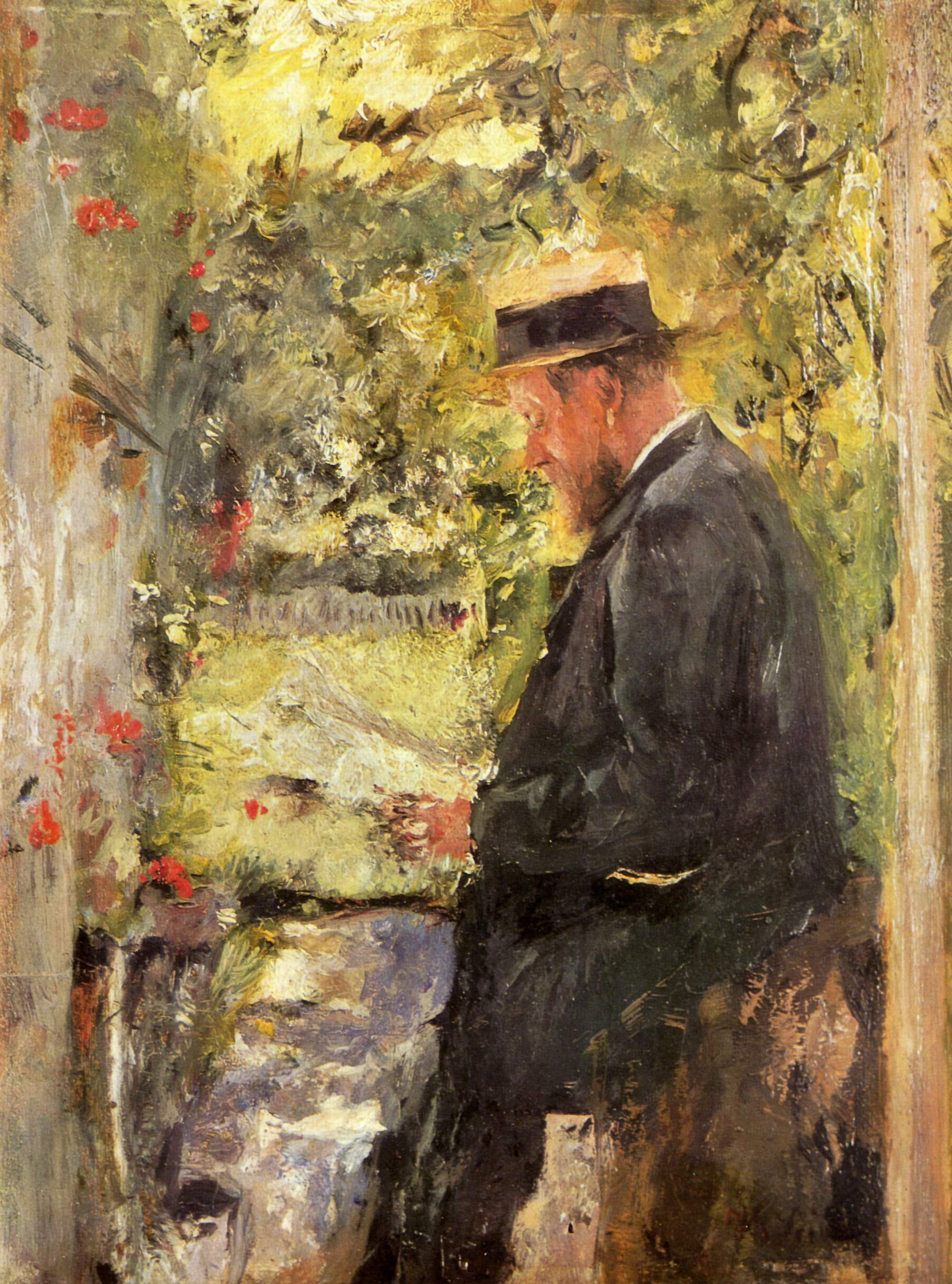
Portret van dierenarts dokter Reindl